# Lincoln County War
De Lincoln County War was een conflict in het Oude Westen tussen rivaliserende bendes die begon in 1878 in het New Mexico-territorium en duurde tot 1881.

## Beschrijving
De vete werd bekend om de deelname van William H. Bonney, beter bekend als Billy the Kid. Het conflict werd gekenmerkt door wraakmoorden, te beginnen met de moord op Tunstall door leden van de Evans-bende. Uit wraak hiervoor vermoordden de Regulators Sheriff Brady en anderen in een reeks incidenten. Verdere moorden gingen onverminderd door gedurende enkele maanden, met als hoogtepunt de slag om Lincoln, een vijfdaags vuurgevecht en beleg dat resulteerde in de dood van McSween en de verspreiding van de Regulators. Pat Garrett werd in 1880 benoemd tot sheriff van het district en hij maakte jacht op Billy the Kid, waarbij hij twee andere voormalige Regulators doodde.

## Films
De Lincoln County War werd verfilmd in diverse Hollywoodfilms, waaronder The Left Handed Gun in 1958, Chisum in 1970, Pat Garrett and Billy the Kid in 1973 en Young Guns in 1988.